# Zamach w Saint-Étienne-du-Rouvray
Zamach w Saint-Étienne-du-Rouvray – atak terrorystyczny przeprowadzony we wtorek 26 lipca 2016 roku w miejscowości Saint-Étienne-du-Rouvray, na przedmieściach Rouen w północnej Francji. W wyniku zamachu zginęły trzy osoby, a 4 osoby zostały ranne.

## Przebieg
Dwóch mężczyzn, Abdel Malik Petitjean i Adel Kermiche zabarykadowało się w kościele podczas mszy świętej, w którym znajdował się ksiądz, 3 zakonnice i małżeństwo wiernych. Jednej z zakonnic udało się uciec i powiadomić policję. Akcja policji trwała 40 minut. Jej rezultatem było uwolnienie pozostałych zakonnic i wiernych. W zamachu zginął emerytowany proboszcz parafii. Sprawcy zostali zastrzeleni. Do ataku przyznało się Państwo Islamskie.

## Ofiary
- ks. Jacques Hamel (86 l.)[3]

## Upamiętnienie
W niedzielę 31 lipca 2016 ponad 2 tys. osób, w tym ok. 100 muzułmanów, wzięło udział we mszy odprawianej w katedrze w Rouen w celu upamiętnienia ks. Jacquesa Hamela. Wcześniej chrześcijanie wzięli udział w piątkowej modlitwie w meczecie w Saint-Étienne-du-Rouvray.